# Chemin de la Flambère
Le chemin de la Flambère est une voie de Toulouse, chef-lieu de la région Occitanie, dans le Midi de la France.

## Situation et accès

### Description
Le chemin de la Flambère est une voie publique. Il traverse les quartiers d'Ancely et Purpan, dans le secteur 6 - Ouest. Il correspond à l'ancien chemin vicinal 43, qui allait de Tournefeuille à Blagnac (actuels chemins de la Flambère, des Capelles, Salinié, Ferro-Lebrés et Gaillardie).
Il démarre sur l'avenue des Arènes-Romaines et se termine au carrefour de la route de Bayonne.
La chaussée compte une voie de circulation automobile dans chaque sens. Il appartient à une zone 30 et la vitesse y est limitée à 30 km/h. Il n'existe pas d'aménagement cyclable.

### Voies rencontrées
Le chemin de la Glacière rencontre les voies suivantes, dans l'ordre des numéros croissants (« g » indique que la rue se situe à gauche, « d » à droite) :
1. Avenue des Arènes-Romaines
2. Impasse Tony-Poncet (d)
3. Rue Carlos-Gardel (g)
4. Impasse de la Flambère (d)
5. Rue Jaufré-Rudel (g)
6. Route de Bayonne

### Transports
La voie est parcourue intégralement par la ligne de bus 46. Au croisement avec l'avenue des Arènes-Romaines, extrémité nord de la rue, se situe la station de tramway Ancely, sur la ligne T1.
Les stations de vélos en libre-service VélôToulouse les plus proches se trouvent le long de l'avenue des Arènes-Romaines : ce sont les stations no 271 (face 151 avenue des Arènes-Romaines) et no 278 (rond-point des Arènes-Romaines).

## Odonymie
Le chemin tient son nom, qui se rencontre déjà au XVe siècle, du domaine de la Flambère (actuel no 51) : une borde appartenait, vers 1450, à une certaine dame Flambelle (na Flambèla en occitan). On trouve également la forme de « Flambelle » (flambèla en occitan), forme languedocienne du gascon « Flambère » (flambèra en occitan).

## Patrimoine et lieux d'intérêt

### Château de la Flambelle

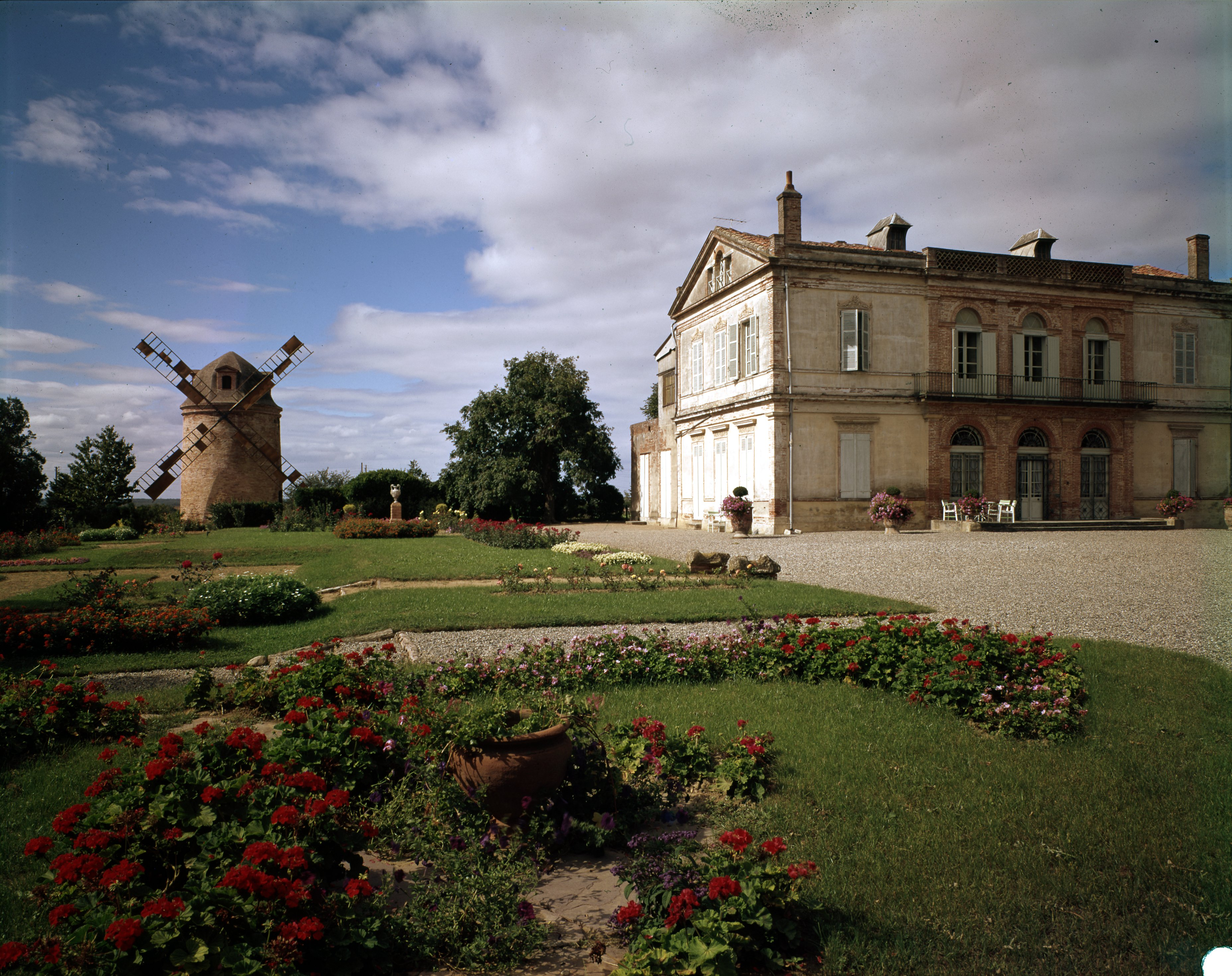
Le château de la Flambelle et son moulin dans les années 1980 (André Cros, archives municipales).

Au milieu du XVe siècle, une borde et un domaine agricole de 80 arpents appartiennent à Austrugue Flambelle. Elle appartient, au siècle suivant, à un certain François Doulhon dont la descendante, le vend en 1669 à un riche marchand toulousain, Jean de Roger. C'est lui qui fait construire le moulin. En 1715, Jean-Gabriel Guy achète le domaine. C'est son neveu, Jean Roux-Guy de la Flambelle, qui fait construire au milieu du XVIIIe siècle le château actuel, un grand logis flanqué de deux ailes. À la suite de la Révolution française, le domaine passe entre les mains de Jean Sarrus, de M. Ramel, puis de la baronne Leroy. Le château est modifié au milieu du XIXe siècle, les ailes démolies et deux nouveaux corps de bâtiment élevés sur la façade ouest. En 1928, le château est acheté par Félix Pourailly qui y installe une pépinière, en activité jusqu'en 1987. Depuis 1981 déjà, le domaine était en grande partie vendu et livré à la promotion immobilière,.

### Maisons
- no  110 : villa Liberty (deuxième quart du XXe siècle)[6].
- no  124 : maison néo-basque (deuxième quart du XXe siècle)[7].